# Sarawak-Langur
Der Sarawak-Langur (Presbytis chrysomelas) ist eine Primatenart aus der Gruppe der Schlankaffen (Presbytini), die in einem disjunkten Verbreitungsgebiet auf Borneo vorkommt. Es gibt zwei Unterarten, die sich in der Fellfärbung unterscheiden.
- Presbytis chrysomelas chrysomelas lebt Westen Sarawaks und an den Ufern des oberen und mittleren Kapuas im indonesischen Inselteil.
- Presbytis chrysomelas cruciger kommt küstennah in der Mitte von Sarawak, im Westen von Brunei und in einem kleinen Gebiet im südöstlichen Sabah vor. Bei der Population in Sabah könnte es sich auch um eine dritte, bisher unbeschriebene Unterart handeln.[1][2]

## Merkmale
Sarawak-Languren sind wie alle Mützenlanguren relativ kleine, schlanke Primaten mit langen Hinterbeinen und einem langen Schwanz. Sie erreichen eine durchschnittliche Kopf-Rumpf-Länge von 43 bis 61 Zentimeter, ein Gewicht von 5,9 bis 8,2 kg und haben einen 61 bis 84 Zentimeter langen Schwanz. Wie allen Mützenlanguren hat der Sarawak-Langur einen aus aufrecht stehenden Haaren gebildeten Schopf auf dem Kopf.

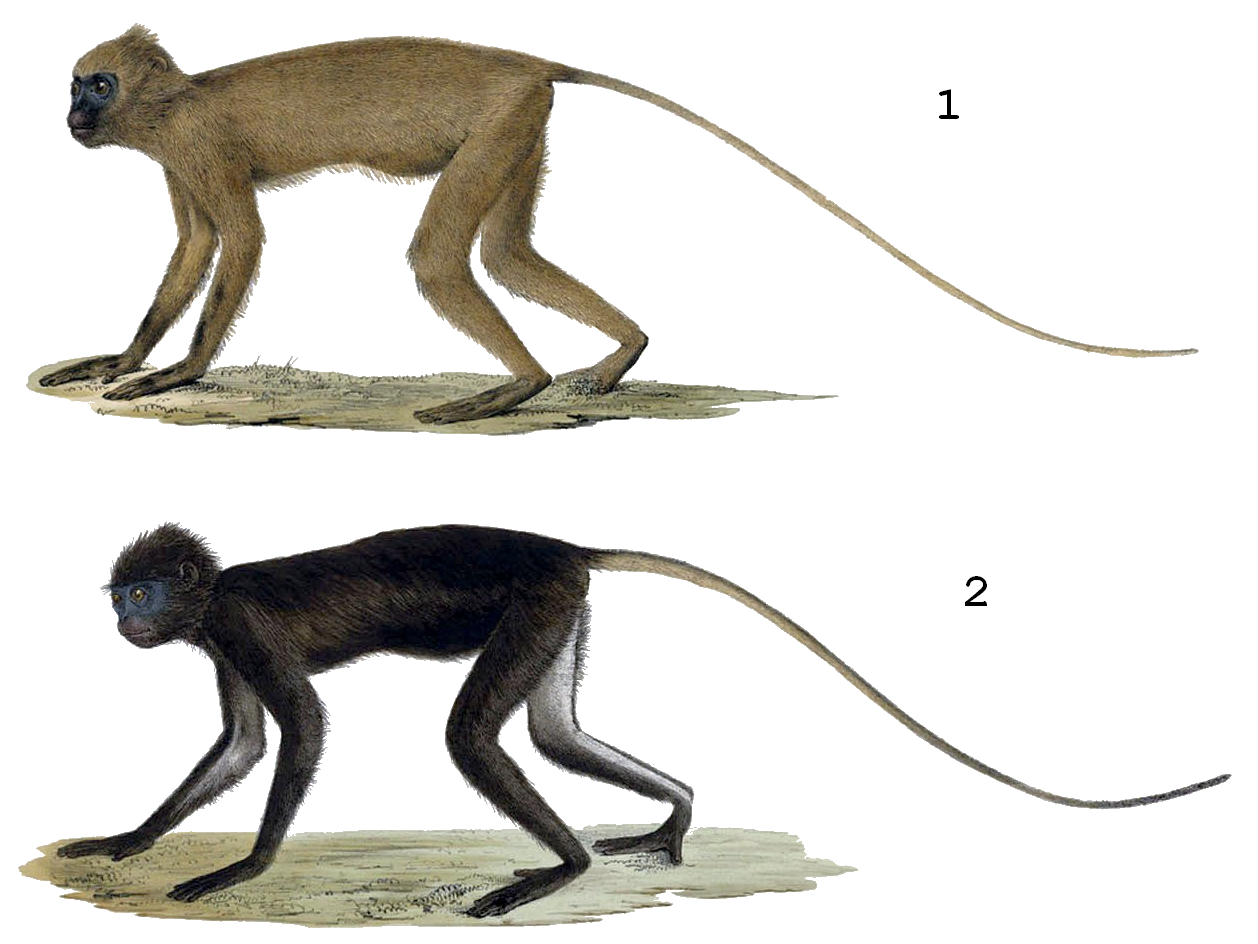
Oben P. chrysomelas cruciger,
unten P. chrysomelas chrysomelas

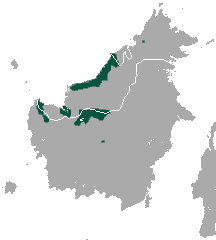
Das Verbreitungsgebiet des Sarawak-Languren

- P. c. chrysomelas hat ein tiefschwarzes Fell, manchmal mit wenigen braunen Haaren auf dem Rücken, und einen blass weißlichen oder rehbraunen schmalen Bauchstreifen. Auch die Wangen, das Kinn, die Handgelenke, die Innenseiten der Unterschenkel und die Unterseite des Schwanzes können diese Färbung zeigen.[1]
- P. c. cruciger ist farblich sehr variabel. Eine Morphe ist graubraun gefärbt, mit einer weißen oder cremefarbenen Unterseite.[1] Außerdem gibt es eine dreifarbige Morphe. Bei ihr sind der Rücken, die Außenseiten der Arme, Hände und Füße und die Oberseite des vorderen Schwanzdrittels schwarz, die Körperseiten, die Außenseiten der Beine, der Haarschopf auf dem Kopf und die Oberseite der hinteren zwei Drittel des Schwanzes sind rotbraun. Die Unterseite des Schwanzes, Bauch, Kehle und der Wangenbart sind weiß.[3]

Bei der isolierten Population im südöstlichen Sarawak ist die Trennlinie zwischen dem schwarzen Rücken und den rotbraun Körperseiten weniger deutlich ausgebildet. Die Unterseite ist cremefarben statt weiß und die Brust ist rötlich. An den Knien und Unterschenkeln befinden sich schwarze Flecken.

## Lebensraum und Lebensweise
Sarawak-Languren sind auf Borneo endemisch. Sie leben aber trotz ihres Namens nicht nur im malaysischen Bundesstaat Sarawak, sondern auch in Sabah und im Nordwesten des indonesischen Teils der Insel, Kalimantan. Ihr Lebensraum sind Sumpfwälder, Tieflandregenwälder Sekundärwälder, Torfmoorwälder und Mangroven. Sie sind tagaktiv und baumbewohnend, leben in Gruppen von drei bis sieben Exemplaren und ernähren sich von Blättern, Früchten und anderen Pflanzenteilen. Die Gruppen bestehen in den meisten Fällen aus einem Männchen und einem bis drei Weibchen und deren Nachwuchs. Das Verhalten der Tiere wurde in einer im Juli und August 2021 durchgeführten Feldstudie im indonesischen Nationalpark Danau Sentarum genauer untersucht. Danach ernähren sich die Affen zu 50 % von Blättern, zu 30 % von Früchten und zu 20 % von Samen. Insgesamt nutzten sie 27 Pflanzenarten, wobei der Kautschukbaum (Hevea brasiliensis) und Willughbeia coriacea die bevorzugten Futterpflanzen waren. Die Morgen- und Abendstunden verbringen die Affen vor allem mit sozialen Aktivitäten, während sie in den Nachmittagsstunden vor allem ruhen.

## Systematik
Der Sarawak-Langur wurde 1838 durch den deutscher Zoologen Salomon Müller unter der Bezeichnung Semnopithecus chrysomelas erstmals wissenschaftlich beschrieben. Später wurde er der Gattung Presbytis zugeordnet, die schon 1821 durch den deutschbaltischen Naturforscher Johann Friedrich Eschscholtz eingeführt worden ist. 1892 beschrieb der britische Zoologe Oldfield Thomas die Unterart Presbytis chrysomelas cruciger. Erst seit 2001 wird der Sarawak-Langur wieder als eigene Art anerkannt, früher wurde er dem Binden- (Presbytis femoralis) oder dem Sumatra-Langur (Presbytis melalophos) zugerechnet. Die nächsten Verwandten des Sarawak-Langurs sind der Hose-Langur (Presbytis hosei) aus Sabah und der Weißstirnlangur (Presbytis frontata), der im Inneren von Sarawak und in weiten Bereichen im indonesischen Teil von Borneo vorkommt.

## Gefährdung
Der Sarawak-Langur ist eine der seltensten Primatenarten der Welt. Die IUCN listet beide Unterarten als „vom Aussterben bedroht“. In den letzten 30 Jahren ist die Population um 80 % zurückgegangen. Hauptgrund ist der Verlust des Lebensraum durch den expandierenden Ölpalmenanbau, der sich aller Voraussicht nach auch in Zukunft fortsetzen wird. Das heute noch von den Affen bewohnte Gebiet hat eine Fläche von weniger als 5 % des historischen Verbreitungsgebietes. Sowohl im indonesischen als auch im malaiischen Bereich des Verbreitungsgebietes kommt der Sarawak-Langur in einigen kleinen Schutzgebieten vor, z. B. im Nationalpark Danau Sentarum im indonesischen Westkalimantan.